# Dalnyegorszk
Dalnyegorszk (Дальнего́рск, 1973-ig Tyetyuhe) városkörzet az oroszországi Tengermelléken. A város 1997-ig a Dalnyegorszki járás székhelye, azóta városkörzet központja. Mintegy 37 km-re fekszik a Japán-tengertől, Vlagyivosztoktól közúton 517 km-re északkeletre.
1989-ben nyilvánították várossá, lakossága 2003-ban 41,8 ezer fő volt. A városkörzethez tartozik még Rudnaja Prisztany (a folyó torkolatánál fekszik) (1973-ig Tyetyuhe Prisztany) és északnyugaton Krasznorecsenszkij is. A teljes városkörzet területe 5460 km².  
Lakossága: 2000-ben 58,9 ezer fő; a 2010. évi népszámláláskor 37 519 fő volt.
A mai város elődjét 1898-ban alapították a kínaiak és az azonos nevű folyóról (Tyetyuhe = vaddisznó-folyó) nevezték el. Elsősorban színesfémércbányászatáról (ólom és cink) nevezetes iparváros. A bányákat a Tyetyuhe völgyében vezető iparvasút köti össze a kikötővel (Rudnaja Prisztany = „érckikötő”), ahonnan a dúsított ércet exportálják. A gazdaság két óriáscég (Bor és Dalpolimetal) irányítása alatt van. A Bor Rt. a helyi bórkészleteket dolgozza fel és exportálja (termelésének ¾ részét), a Dalpolimetal Rt. pedig az ólom- és cinkércet hasznosítja. A színesérc dúsítást Rudnaja Prisztanyban végzik, ezért itt nagyon erős a környezetszennyezés. Rudnaja Prisztany és Dalnyegorszk a világ 3 legszennyezettebb levegőjű városa közé tartozik. Az ipari jelleg ellenére a városkörzet területének 9/10-ét ma is erdő borítja.
A város híres szülötte Jevgenyij Nazdratyenko (Евгений Наздратенко), aki 1993-2001 között a Tengermelléki határterület kormányzója volt.